# Star in the Night
Pour plus de détails, voir Fiche technique et Distribution.
Star in the Night est un film américain réalisé par Don Siegel, sorti en 1945. Le film gagna l'Oscar du meilleur court métrage en prises de vues réelles.

## Fiche technique
- Titre : Star in the Night
- Réalisation : Don Siegel
- Scénario : Robert Finch et Saul Elkins
- Photographie : Robert Burks
- Montage : Rex Steele
- Musique : William Lava
- Pays d'origine : États-Unis
- Format : Noir et blanc - 1,37:1 - Mono
- Genre : court métrage, drame
- Durée : 22 minutes
- Date de sortie : 1945

## Distribution
- J. Carrol Naish : Nick Catapoli
- Donald Woods : Hitchhiker
- Rosina Galli : Rosa Catapoli
- Richard Erdman : Cowboy
- Lynn Baggett : Maria Santos
- Anthony Caruso : José Santos
- Irving Bacon : Mr Dilson (non crédité)
- Virginia Sale : Miss Roberts (non crédité)
- Dick Elliott : un voyageur (non crédité)
- Claire Du Brey : la femme du voyageur (non crédité)